# سی‌ان‌ای
سی‌ان‌ای (انگلیسی: CNA) شرکت بیمه آمریکایی است، که در سال ۱۸۹۷ تأسیس شد.